# Futrogon
Futrogon (Batomys) – rodzaj ssaków z podrodziny myszy (Murinae) w obrębie rodziny myszowatych (Muridae).

## Rozmieszczenie geograficzne
Rodzaj obejmuje gatunki występujące endemicznie na Filipinach.

## Morfologia
Długość ciała (bez ogona) 138–206 mm, długość ogona 102–185 mm, długość ucha 16–25 mm, długość tylnej stopy 30–41 mm; masa ciała 115–255 g.

## Systematyka
Rodzaj zdefiniował w 1895 roku angielski zoolog Oldfield Thomas w artykule zatytułowanym „Wstępne diagnozy nowych ssaków z północnego Luzonu, zebrane przez pana Johna Whiteheada”, opublikowanym w czasopiśmieThe Annals and magazine of natural history. Gatunkiem typowym jest (oznaczenie monotypowe) futrogon luzoński (B. granti). 

### Etymologia
- Batomys: gr. βατος batos ‘gąszcz, cierń’; μυς mus, μυος muos ‘mysz’[8].
- Mindanaomys: Mindanao, Filipiny; μυς mus, μυος muos ‘mysz’[2]. Gatunek typowy (oryginalne oznaczenie): Mindanaomys salomonseni Sanborn, 1953.

### Podział systematyczny
Do rodzaju należą następujące występujące współcześnie gatunki:
| Grafika | Gatunek             | Autor i rok opisu                               | Nazwa zwyczajowa     | Podgatunki         | Rozmieszczenie geograficzne                                                                    | Podstawowe wymiary                                  | Status IUCN |
| ------- | ------------------- | ----------------------------------------------- | -------------------- | ------------------ | ---------------------------------------------------------------------------------------------- | --------------------------------------------------- | ----------- |
|         | Batomys humiguitan  | Balete, Heaney, Rickart, Quidlat & Ibanez, 2008 | futrogon żółtawy     | gatunek monotypowy | Mindanao (góra Hamiguitan); zakres wysokości: 950–1130 m n.p.m.                                | DC: 17,1–18,9 cm DO: 11,1–12,5 cm MC: 155–183 g     | DD          |
|         | Batomys salomonseni | (Sanborn, 1953)                                 | futrogon mindanajski | gatunek monotypowy | Biliran, Leyte, Dinagat i Mindanao; zakres wysokości: 0–2400 m n.p.m.                          | DC: 13,8–19,1 cm DO: 13–16,7 cm MC: 143–255 g       | LC          |
|         | Batomys russatus    | Musser, Heaney & Tabaranza, 1998                | futrogon rudy        | gatunek monotypowy | Dinagat; zakres wysokości: około 350 m n.p.m.                                                  | DC: 14–15,1 cm DO: 10,2–11,8 cm MC: około 115 g     | EN          |
|         | Batomys uragon      | Balete, Rickart, Heaney & Jansa, 2015           |                      | gatunek monotypowy | Luzon (góra Isarog); zakres wysokości: 1350–1800 m n.p.m.                                      | DC: 17,7–21 cm DO: 12,8–17,1 cm MC: 135–200 g       | LC          |
|         | Batomys granti      | O. Thomas, 1895                                 | futrogon luzoński    | gatunek monotypowy | północny Luzon; zakres wysokości: 1600–2350 m n.p.m.                                           | DC: 18,5–20 cm DO: 14,8–18 cm MC: 145–226 g         | LC          |
|         | Batomys dentatus    | G.S. Miller, 1911                               | futrogon zębaty      | gatunek monotypowy | północny Luzon (Haights-in-the-Oaks, prowincja Benguet); zakres wysokości: około 2135 m n.p.m. | DC: około 19,5 cm DO: około 18,5 cm MC: brak danych | DD          |

Kategorie IUCN:  LC  – gatunek najmniejszej troski,  EN  – gatunek zagrożony,  DD  – gatunki o nieokreślonym stopniu zagrożenia.
Opisano również gatunek wymarły z plejstocenu dzisiejszych Filipin
- Batomys cagayanensis Ochoa, Mijares, Piper, Reyes & Heaney, 2021